# Yttre Täktarn
Yttre Täktarn är en ö i Finland. Den ligger i Finska viken och i kommunen Lovisa i den ekonomiska regionen  Lovisa i landskapet Nyland, i den södra delen av landet. Ön ligger omkring 79 kilometer öster om Helsingfors.
Öns area är 9 hektar och dess största längd är 370 meter i öst-västlig riktning. Ön höjer sig omkring 20 meter över havsytan.